# Оставление в опасности
Оставление в опасности — преступление против здоровья, состоящее в неоказании помощи человеку, находящемуся в опасном для его жизни или здоровья состоянии. 
Законодательства различных государств по-разному определяют критерии опасности, по которым неоказание помощи может быть квалифицировано как преступное, против жизни и здоровья человека.

## В законодательстве Российской Федерации
В современном законодательстве Российской Федерации «Оставление в опасности» — преступное деяние, квалифицируемое по одноимённой статье 125 Уголовного кодекса Российской Федерации. Согласно этой статье, для наступления ответственности за данное деяние необходимо, чтобы одновременно выполнялись все нижеследующие условия:
- потерпевший находился в опасном для жизни или здоровья состоянии,
- потерпевший был лишён возможности принять меры к самосохранению по малолетству, старости, болезни или вследствие своей беспомощности
- виновный имел возможность оказать помощь потерпевшему,
- виновный был обязан иметь заботу о потерпевшем, либо сам поставил его в опасное для жизни или здоровья состояние.

Существенным моментом является последнее из условий: уголовная ответственность наступает только тогда, когда виновный был по закону (или иному признаваемому законом обязательству) обязан заботиться о безопасности потерпевшего, либо когда опасная для потерпевшего ситуация была создана самим виновным. Таким образом, оставление без помощи человека, в отношении которого у оставившего не существовало признаваемых законом обязательств, с точки зрения уголовного закона преступлением не является.
Состав преступления по данной статье формальный, то есть ответственность наступает за сам факт неоказания помощи при выполнении вышеперечисленных условий, независимо от того, наступили ли вследствие неоказания помощи тяжкие последствия (смерть или повреждение здоровья потерпевшего).
Санкции по статье: штраф в размере до 80 000 рублей или в размере заработной платы или иного дохода осужденного за период до шести месяцев, либо обязательные работы на срок до 360 часов, либо исправительные работы на срок до года, либо принудительные работы на срок до года, либо арест на срок до трёх месяцев, либо лишение свободы на срок до года.
В судебной практике обычно не квалифицируется по статье 125 неоказание помощи потерпевшему, чьё опасное положение возникло в результате умышленного преступного посягательства виновного (покушение на убийство, разбой, причинение телесных повреждений), так как считается, что состав этого преступления поглощается самим преступным посягательством.
Помимо указанного, УК России содержит отдельную статью 124 «Неоказание помощи больному», состав преступления которой близок к оставлению в опасности, но выделяет один специфический аспект: оставление без медицинской помощи больного лицом, которое по закону или специальному правилу было обязано такую помощь оказать. Максимальная санкция по этой статье составляет четыре года лишения свободы (в случае смерти потерпевшего).

## В других государствах
В Уголовном кодексе РСФСР (статья 127), действовавшем до введения современного УК России, состав преступления был несколько шире. Ныне существующая статья 125 УК России повторяет часть 2 статьи 127 УК РСФСР. В первой части статьи 127 определялось как подлежащее уголовному наказанию оставление человека без помощи даже при отсутствии у виновного законной обязанности заботиться о безопасности потерпевшего, при условии, что такая помощь заведомо могла быть оказана виновным без существенной опасности для него самого и третьих лиц, а также несообщение о необходимости оказания помощи надлежащим организациям. Таким образом, под эту статью попадали, например, действия (бездействие) прохожего, не принявшего мер к вызову «Скорой помощи» к человеку, которому стало плохо на улице.
В законодательствах разных государств в данном вопросе нет единства. В части государств криминальным является неоказание помощи только при наличии обязанности (профессиональной или иной, признаваемой законом) её оказывать, а в отсутствие такой обязанности неоказание помощи не является криминальным. В других, например, в Германии, оказание помощи по закону обязательно, если только это не угрожает жизни и здоровью спасателя или третьих лиц. В некоторых государствах законодательство не требует оказания первой помощи, но обязывает любого свидетеля, как минимум, принять меры к вызову спасательных служб к пострадавшему. Такие законы действуют, в частности, во Франции, Испании, Израиле, Японии. Во многих западных государствах прохождение курсов оказания первой помощи по закону является обязательным для получения водительских прав.
Наличие законов об обязательности оказания помощи одновременно с наличием уголовной и/или гражданской ответственности за нежелательные последствия, которые могут наступить в результате, например, низкой квалификации спасателя, создают очевидный конфликт интересов: потенциальные спасатели предпочитают уклониться от оказания первой помощи, так как имеют реальные основания опасаться, что оказание такой помощи сделает их объектом последующего судебного преследования со стороны пострадавшего или его представителей. Для снятия данного противоречия в ряде государств законодательство регулирует правовые отношения между лицом, оказавшим такую помощь, и потерпевшим, дабы защитить оказывающего первую помощь от возможных последующих недобросовестных претензий со стороны пострадавшего. Так, в Германии одновременно с требованием обязательно оказывать первую помощь закон защищает спасателя от любых претензий по поводу самого факта оказания помощи и её качества, при условии, если спасатель действовал разумно для своего уровня подготовки. В США также существует так называемый «Закон доброго самаритянина» — при различиях в деталях для разных штатов общая суть данного положения состоит в запрете предъявлять претензии к спасателю-непрофессионалу, даже если оказание им помощи привело к нежелательным последствиям для пострадавшего.